# Borowy Młyn (Nidzica)
Borowy Młyn (deutsch Heidemühle, auch: Heydemühle) ist ein kleiner Ort in der polnischen Woiwodschaft Ermland-Masuren und gehört zur Gmina Nidzica (Stadt- und Landgemeinde Neidenburg) im Powiat Nidzicki (Kreis Neidenburg).

## Geographische Lage
Borowy Młyn liegt am Flüsschen Neide (polnisch Nida) im Südwesten der Woiwodschaft Ermland-Masuren, vier Kilometer südlich der Kreisstadt Nidzica (deutsch Neidenburg).

## Geschichte
Der ursprünglich Heydemühl, nach 1785 Heidemühl, nach 1820 Heidemühle und nach 1871 auch Heydemühle genannte kleine Ort bestand im Kern aus zwei Höfen. Er wurde 1874 als Etablissement Heidemühle in den Amtsbezirk Saberau (polnisch Zaborowo) im ostpreußischen Kreis Neidenburg eingegliedert. In der Zeit nach 1883 wurde Heidemühle dann ein Wohnplatz in der Gemeinde Groß Olschau (1935 bis 1938 Olschau, 1938 bis 1945 Struben).
Mit dem gesamten südlichen Ostpreußen wurde Heidemühle 1945 in Kriegsfolge an Polen überstellt. Heidemühle erhielt die polnische Namensform „Borowy Młyn“ und ist heute eine Ortschaft im Verbund der Gmina Nidzica (Stadt- und Landgemeinde Neidenburg) im Powiat Nidzicki (Kreis Neidenburg), bis 1998 der Woiwodschaft Olsztyn, seither der Woiwodschaft Ermland-Masuren zugehörig.

## Kirche
Bis 1945 war Heidemühle in die evangelische Kirche Kandien in der Kirchenprovinz Ostpreußen der Kirche der Altpreußischen Union sowie in die Katholische Pfarrkirche Neidenburg im damaligen Bistum Ermland eingegliedert. Heute gehört Borowy Młyn für beide Konfessionen zur nun „Nidzica“ genannten Stadt: zur römisch-katholischen Kirche Mariä Empfängnis und St. Adalbert, jetzt im Erzbistum Ermland gelegen, außerdem zur dortigen evangelischen Heilig-Kreuz-Kirche in der Diözese Masuren der Evangelisch-Augsburgischen Kirche in Polen.

## Verkehr
Borowy Młyn ist der Endpunkt einer Nebenstraße, die von der DW 538 bei Tatary (Berghof) abzweigt. Durch den Ort verläuft eine Nebenstraße, die Kanigowo (Kandien) mit Olszewo ((Groß) Olschau, 1938 bis 1945 Struben) verbindet.
Die nächste Bahnstation ist Nidzica an der Bahnstrecke Działdowo–Olsztyn.